# Contea di Fisher
La contea di Fisher (in inglese Fisher County) è una contea dello Stato del Texas, negli Stati Uniti. La popolazione al censimento del 2010 era di 3 974 abitanti. Il capoluogo di contea è Roby. La contea è stata creata nel 1876 ed in seguito organizzata nel 1886. Il suo nome deriva da Samuel Rhoads Fisher, un firmatario della Dichiarazione d'indipendenza del Texas e ministro della Marina della Repubblica del Texas. Fisher County è una delle 30 Dry county, ovvero dove vige il divieto di vendita di un qualsiasi tipo di bevanda alcolica.
Il repubblicano Drew Springer, Jr., un uomo d'affari di Muenster (Contea di Cooke), rappresenta dal gennaio 2013 Fisher County nella Camera dei Rappresentanti del Texas.

## Geografia fisica
| Anno | Popolazione | ±%       |
| ---- | ----------- | -------- |
| 1880 | 136         |          |
| 1890 | 2,996       | 2,102.9% |
| 1900 | 2,708       | −9.6%    |
| 1910 | 12,596      | 365.1%   |
| 1920 | 11,009      | −12.6%   |
| 1930 | 13,563      | 23.2%    |
| 1940 | 12,932      | −4.7%    |
| 1950 | 11,023      | −14.8%   |
| 1960 | 7,865       | −28.6%   |
| 1970 | 6,344       | −19.3%   |
| 1980 | 5,891       | −7.1%    |
| 1990 | 4,842       | −17.8%   |
| 2000 | 4,344       | −10.3%   |
| 2010 | 3,974       | −8.5%    |

Secondo l'Ufficio del censimento degli Stati Uniti d'America la contea ha un'area totale di 902 miglia quadrate (2340 km²), di cui 899 miglia quadrate (2333 km²) sono terra, mentre 2,8 miglia quadrate (7,3 km², corrispondenti al del territorio) sono costituiti dall'acqua.

### Strade principali
- U.S. Highway 180
- State Highway 70
- State Highway 92

### Contee adiacenti
- Stonewall County (nord)
- Jones County (est)
- Nolan County (sud)
- Scurry County (ovest)
- Kent County (nord-ovest)
- Taylor County (sud-est)